# Йоганн Каспар Лафатер
Йо́ганн Каспа́р Лафате́р (нім. Johann Caspar Lavater; 15 листопада 1741, Цюрих — 2 січня 1801, Цюрих) — швейцарський письменник, богослов, поет та фізіогноміст.
Вивчав у Цюрисі богослів'я, мандрував по Німеччині. Після повернення видав збірку віршів «Schweizerlieder» (1764), потім збірку богословського змісту «Aussichten in die Ewigkeit». З 1768 року займав посаду диякона, потім пастора. В 1796 році за протест проти окупації французами Швейцарії був висланий з Цюриха, але повернувся через декілька місяців. З 1769 року почав збирати матеріал по фізіономіці, і в 1772–78 роках в Ляйпцизі вийшла його праця «Фізіономія». Окрім цього Лафатер написав ще декілька біблійних епопей та богословської релігійної лірики («Jesus Messias», «Joseph von Arimathia», «Psalmen Davids», «200 christliche Lieder»), двічі видавав свої твори (в 1774–81 роках «Vermischte Schriften» та в 1784–85 роках «Sämmtliche kleinere prosaische Schriften»).
На філософські погляди Лафатера вплинули одночасно пієтизм та лібералізм. Його головною метою стало встановлення компромісів між поглядами церкви та суспільства.
На його честь названо астероїд 19263 Лафатер.